# Glue Song
«Glue Song» — песня британско-филиппинской певицы и автора-исполнителя Беатрис Кристи Илехай Лаус, более известной как Beabadoobee. Она была спродюсирована Джейкобом Багденом и Йеном Берриманом и выпущена 14 февраля 2023 года на лейбле Dirty Hit.
Вместе с синглом был выпущен клип на песню. Ремикс с американской певицей Clairo был выпущен 17 апреля 2023 года. Песня попала в чарты в нескольких странах.

## История и композиция
Песня была выпущена в День святого Валентина. Beabadoobee заявила в интервью: «Я написала большую часть этой песни во время тура по Австралии и Азии, сидя на заднем сиденье машины и путешествуя. Это проникновенная песня, которая много значит для меня….. Это песня о любви и первая, которую я написала в новых отношениях. Обычно я пишу такие песни грустными, в прошлом, когда я писала, даже если это не звучало грустно, оглядываясь назад, текст обычно был таким. Впервые я просто счастлива. Впервые за долгое время я нахожусь в действительно позитивном месте и чувствую любовь. Мы записали песню с моим гитаристом и продюсером Джейкобом [Багденом] в его доме и добавили трубы и струнные. Эта песня очень личная, и для съемок клипа я отправился в свой родной город Илоило. Там я родилась, и это также добавило еще один личный штрих к песне».

## Отзывы
Песня была хорошо принята критиками. Эми Гримвуд из The Gryphon написала, что песня открывает новую эру в ее музыке в прекрасном ключе, и далее написала, что другие возвращаются с признанием в любви и благодарности, а также отдают дань уважения городу, в котором она выросла, назвав ее «трогательной и без изъянов». Stereogum назвал ее песней о любви, которая возвращает слушателей к акустическому звучанию ее прошлых релизов, продолжая утверждать, что на данном этапе карьеры она может использовать элегантную струнную секцию, чтобы придать ей больше выразительности.

## Музыкальное видео
Режиссером клипа стал ее бойфренд Джейк Эрланд, снятый на 16-миллиметровую пленку. В клипе она запечатлена с семьей и своим любовником Эрландом в своем родном городе Илоило на Филиппинах. По состоянию на август 2024 года, клип набрал более 24 миллионов просмотров на YouTube.

## Чарты

### Еженедельные чарты
| Чарт (2023)                                    | Высшая позиция |
| ---------------------------------------------- | -------------- |
| Канада (Billboard Canadian Hot 100)            | 75             |
| Ирландия (IRMA)                                | 56             |
| Япония (Hot Overseas, Billboard Japan)         | 13             |
| Новая Зеландия (RMNZ)                          | 11             |
| Великобритания (UK Singles Chart)              | 38             |
| США (Billboard Bubbling Under Hot 100 Singles) | 13             |
| США (Billboard Hot Rock & Alternative Songs)   | 12             |

## Сертификации
| Регион                                                                      | Сертификация | Продажи |
| --------------------------------------------------------------------------- | ------------ | ------- |
| Великобритания (BPI)                                                        | Серебряный   | 200 000 |
| США (RIAA)                                                                  | Золотой      | 500 000 |
| Данные о продажах + прослушиваниях приведены только на основе сертификации. |              |         |